# Айос-Ніколаос (станція метро)
«Айос-Ніколаос» (грец. Αγίου Νικολάου) — станція Афіно-Пірейської залізниці Афінського метрополітену. Розташована за 13,164 км від станції метро «Пірей». Як станція метро була відкрита 12 лютого 1956 року.